# 10331 Петерблюм
10331 Петерблюм (10331 Peterbluhm) — астероїд головного поясу, відкритий 9 квітня 1991 року.
Тіссеранів параметр щодо Юпітера — 3,005.